# Los Abedules
Los Abedules es una localidad del estado mexicano de Jalisco. Es parte del municipio de Tlajomulco de Zúñiga. Fue fundada el 15 de octubre de 2015.

## Demografía
| Censo | Población |
| ----- | --------- |
| 2020  | 9 009     |